# رمزگذاری منچستر
رمزگذاری منچستر (به انگلیسی: Manchester encoding) یک روش کدگذاری همزمانی است که برای ارسال داده‌های دیجیتال در سیستم‌های ارتباط دور  و ذخیره سازی داده استفاده می‌شود. این روش کدگذاری با استفاده از تغییرات فاز برای نمایش داده‌های دیجیتال کار می‌کند.

این کدگذاری به این شناخته میشود زیرا این روش برای اولین بار در دانشگاه منچستر  انگلستان توسعه یافت و برای ذخیره سازی داده بر روی طبله در رایانه منچستر مارک ۱ زیر مجموعه منچستر کامپیوترز مورد استفاده قرار گرفت.

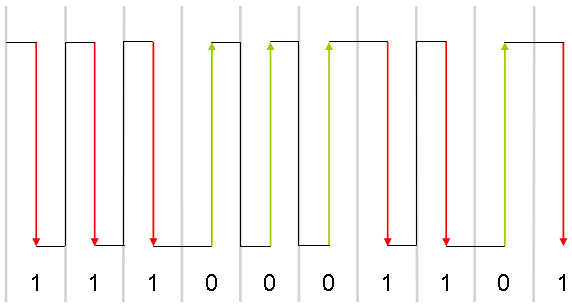
(مثال)

در رمزگذاری منچستر، حالت گذار از صفر به یک با ۰ و گذار از یک به صفر با ۱ نمایش داده میشود. گذار در میانه سیگنال انجام میشود و ابتدای آن ثابت است. زمانی که دو بیت همواره ثابت بوده اند برای انجام گذار بایستی یک شوک به سیگنال داده شود، برای مثال در تصویر رو به رو در دو سیگنال اولیه که هر گذار نزولی دارند باید یک شوک در ابتدای سیگنال انجام شود تا بتوان مجددا گذار یک به صفر را انجام داد.
باید دقت کرد که این قرارداد گاهی می‌تواند برعکس شود. مثل برنامه DUT در مخابرات که انتقال از یک به صفر نشانگر صفر می‌باشد.

## منچستر تفاضلی (دیفرانسیلی)
در منچستر تفاضلی برای بیت ۰ دو گذار انجام میشود، اولین گذار در ابتدای سیگنال و گذار بعدی در میانه سیگنال اتفاق میافتد و برای بیت ۱ تنها یک گذار در میانه سیگنال انجام میپذیرد. نوع تغییر فاز ( صعودی یا نزولی ) در گذار وابسته به سطح فاز در سیگنال قبلی است.

## کاربرد
اترنت گسترده، 10BASE2 ،10BASE-T